# Beaumarisi vár

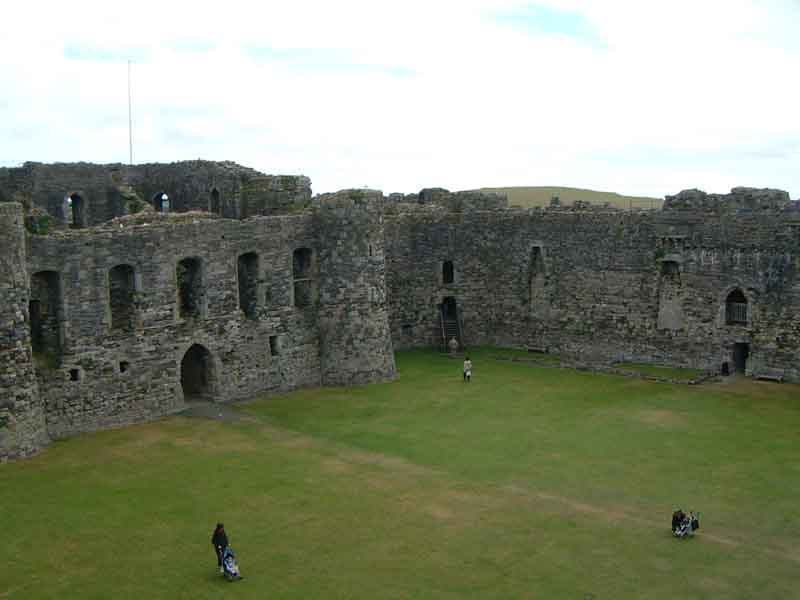
A vár belső udvara

A beaumarisi vár Észak-Wales egyik műemléke, Beaumaris városban, Anglesey szigeten, Gwynedd megyében. Beaumaris (beau mareys) jelentése "szép mocsár".
I. Eduárd angol király észak-walesi hadjárata nyomán épült. Az építést James of St. George tervei alapján 1295-ben kezdték. Kettős fallal épült, vagyis a belső falat teljesen körülveszi egy külső fal. Ez a vár az utolsó az I. Eduárd által építtetett észak-walesi erődítmények sorában. A várat soha nem fejezték be teljesen, mivel az építőanyag és a pénz elfogyott, még mielőtt elérte volna végleges magasságát.
A várat jelenleg a CADW, vagyis a walesi kormányzati műemlékvédelmi ügynökség gondozza. 
1986 óta a vár három másik várral együtt a világörökség része I. Edward király várai és városfalai Gwynedd grófságban gyűjtőnéven.